# Poleymieux-au-Mont-d'Or
Poleymieux-au-Mont-d'Or est une commune française située dans la métropole de Lyon, en région Auvergne-Rhône-Alpes.

## Géographie
Poleymieux-au-Mont-d'Or est située au cœur du massif du mont d'Or, à six kilomètres de la limite nord de Lyon et à treize kilomètres de la place Bellecour au centre de Lyon. Malgré un début d'urbanisation, la commune a conservé son caractère rural très marqué.

### Communes limitrophes
Les communes limitrophes sont Chasselay, Couzon-au-Mont-d'Or, Curis-au-Mont-d'Or, Limonest, Saint-Cyr-au-Mont-d'Or, Saint-Didier-au-Mont-d'Or et Saint-Germain-au-Mont-d'Or.

### Climat
Pour des articles plus généraux, voir Climat d'Auvergne-Rhône-Alpes et Climat du Rhône.
En 2010, le climat de la commune est de type climat océanique dégradé des plaines du Centre et du Nord, selon une étude du Centre national de la recherche scientifique s'appuyant sur une série de données couvrant la période 1971-2000. En 2020, Météo-France publie une typologie des climats de la France métropolitaine dans laquelle la commune est dans une zone de transition entre le climat semi-continental et le climat de montagne et est dans une zone de transition entre les régions climatiques « Bourgogne, vallée de la Saône » et « Nord-est du Massif Central ».
Pour la période 1971-2000, la température annuelle moyenne est de 11,3 °C, avec une amplitude thermique annuelle de 17,8 °C. Le cumul annuel moyen de précipitations est de 858 mm, avec 9,4 jours de précipitations en janvier et 7,2 jours en juillet. Pour la période 1991-2020, la température moyenne annuelle observée sur la station météorologique de Météo-France la plus proche, « Pommiers », sur la commune de Pommiers à 14 km à vol d'oiseau, est de 12,6 °C et le cumul annuel moyen de précipitations est de 778,0 mm,. Pour l'avenir, les paramètres climatiques de la commune estimés pour 2050 selon différents scénarios d'émission de gaz à effet de serre sont consultables sur un site dédié publié par Météo-France en novembre 2022.

### Voies de communication et transports
La commune est desservie par la ligne TCL  (Gare de Vaise-Neuville) et par la ligne de transport à la demande Résago 2.

## Urbanisme

### Typologie
Au 1er janvier 2024, Poleymieux-au-Mont-d'Or est catégorisée ceinture urbaine, selon la nouvelle grille communale de densité à sept niveaux définie par l'Insee en 2022.
Elle est située hors unité urbaine. Par ailleurs la commune fait partie de l'aire d'attraction de Lyon, dont elle est une commune de la couronne,. Cette aire, qui regroupe 397 communes, est catégorisée dans les aires de 700 000 habitants ou plus (hors Paris),.

### Occupation des sols
L'occupation des sols de la commune, telle qu'elle ressort de la base de données européenne d’occupation biophysique des sols Corine Land Cover (CLC), est marquée par l'importance des territoires agricoles (43,7 % en 2018), une proportion sensiblement équivalente à celle de 1990 (43 %). La répartition détaillée en 2018 est la suivante : 
forêts (37,1 %), zones agricoles hétérogènes (24,6 %), prairies (19,1 %), zones urbanisées (14,6 %), espaces verts artificialisés, non agricoles (4,5 %). L'évolution de l’occupation des sols de la commune et de ses infrastructures peut être observée sur les différentes représentations cartographiques du territoire : la carte de Cassini (XVIIIe siècle), la carte d'état-major (1820-1866) et les cartes ou photos aériennes de l'IGN pour la période actuelle (1950 à aujourd'hui).

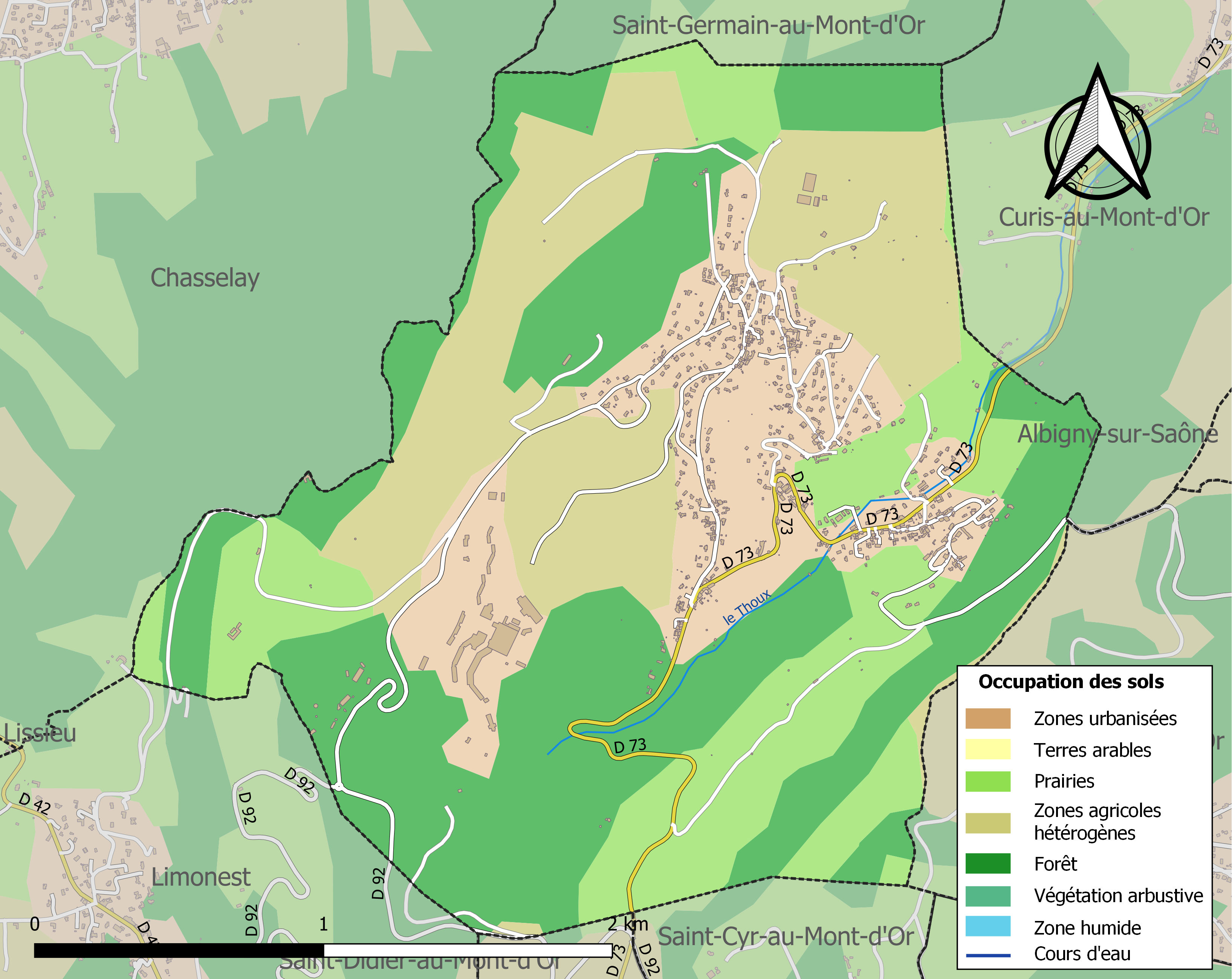
Carte des infrastructures et de l'occupation des sols de la commune en 2018 (CLC).

## Histoire
La présence de peuplements préhistoriques dans les Mont d'Or a été suivi par la présence celte puis romaine. L'origine du nom de la commune serait ainsi romain et lié à une montagne dédiée à Apollon.
Au Moyen Âge, le château, à l’emplacement de l’actuel Poleymieux le Haut, dépendait de l’abbaye d’Ainay situé sur la commune de Lyon.
La période révolutionnaire marqua profondément la commune. Ainsi Marie-Aimé Guillin du Montet, ancien corsaire, esclavagiste d'origine lyonnaise, devenu baron de Poleymieux et homme peu apprécié de la population en raison de son despotisme et de sa violence, fut tué et dépecé par une foule en colère pendant que le feu consumait son château. Jean-Jacques Ampère, le père d'André-Marie Ampère, acquit en 1771 une maison de campagne à Poleymieux — aujourd'hui le musée Ampère —, où il offrit à son fils une éducation très libre suivant les préceptes du philosophe Jean-Jacques Rousseau. Devenu juge de paix de Lyon, Jean-Jacques Ampère fut guillotiné en 1793 pendant la Terreur.

## Politique et administration

### Administration municipale
En 1789, un cahier de doléances est rédigé et un premier Maire est élu aux Gambins.
| Période                                  | Période     | Identité             | Étiquette | Qualité |
| ---------------------------------------- | ----------- | -------------------- | --------- | ------- |
| 18 Mai 1788                              | 1789        | Pennet + 3 adjoints  |           |         |
| 1 Fev 1790                               | 14 mai 1790 | Antoine Royet        |           |         |
| 1795                                     |             | Pierre Boy           |           |         |
| 1799                                     |             | Guillaume Peytel     |           |         |
| 1802                                     |             | Pierre-Marie Fillon  |           |         |
| 1804                                     |             | Jean-Louis Chomel    |           |         |
| 1808                                     | 1815        | Pierre Servant       |           |         |
| 1815                                     | 1822        | Abraham Botton       |           |         |
| 1830                                     |             | Jean-Claude Bouchard |           |         |
| 1834                                     |             | Alphonse Berier      |           |         |
| 183__                                    | 1842        | Pierre Boy           |           |         |
| 1842                                     |             | Linardon             |           |         |
| 1846                                     |             | Pierre-Marie Boy     |           |         |
| 1848                                     |             | Abraham Botton       |           |         |
| 1850                                     | 1854        | Marius Juttet        |           |         |
| 1857                                     | 1867        | Abraham Botton       |           |         |
| 1870                                     |             | François Balmont     |           |         |
| 1874                                     | 1878        | Jean-Claude Cusset   |           |         |
| 14 juillet 1878                          |             | Chaballier           |           |         |
| 1890                                     |             | Guillaume Peytel     |           |         |
| 1902                                     |             | Chabaillet           |           |         |
| 1906                                     | 1910        | Penet                |           |         |
| 1912                                     |             | Denis Presle         |           |         |
| 1925                                     |             | Antoine Sollier      |           |         |
| 1935                                     |             | Meifredy             |           |         |
| 1953                                     |             | Marius Juttet        |           |         |
| 1968                                     |             | Gérard Pacros        |           |         |
| mars 1983                                | juin 2010   | Claude Pillonel      |           |         |
| 11 juin 2010                             | En cours    | Corinne Cardona      | DVD       |         |
| Les données manquantes sont à compléter. |             |                      |           |         |

### Intercommunalité
La commune est membre du syndicat mixte Plaines Monts d'Or ainsi que du syndicat de communes Saône Mont d'Or.

## Population et société

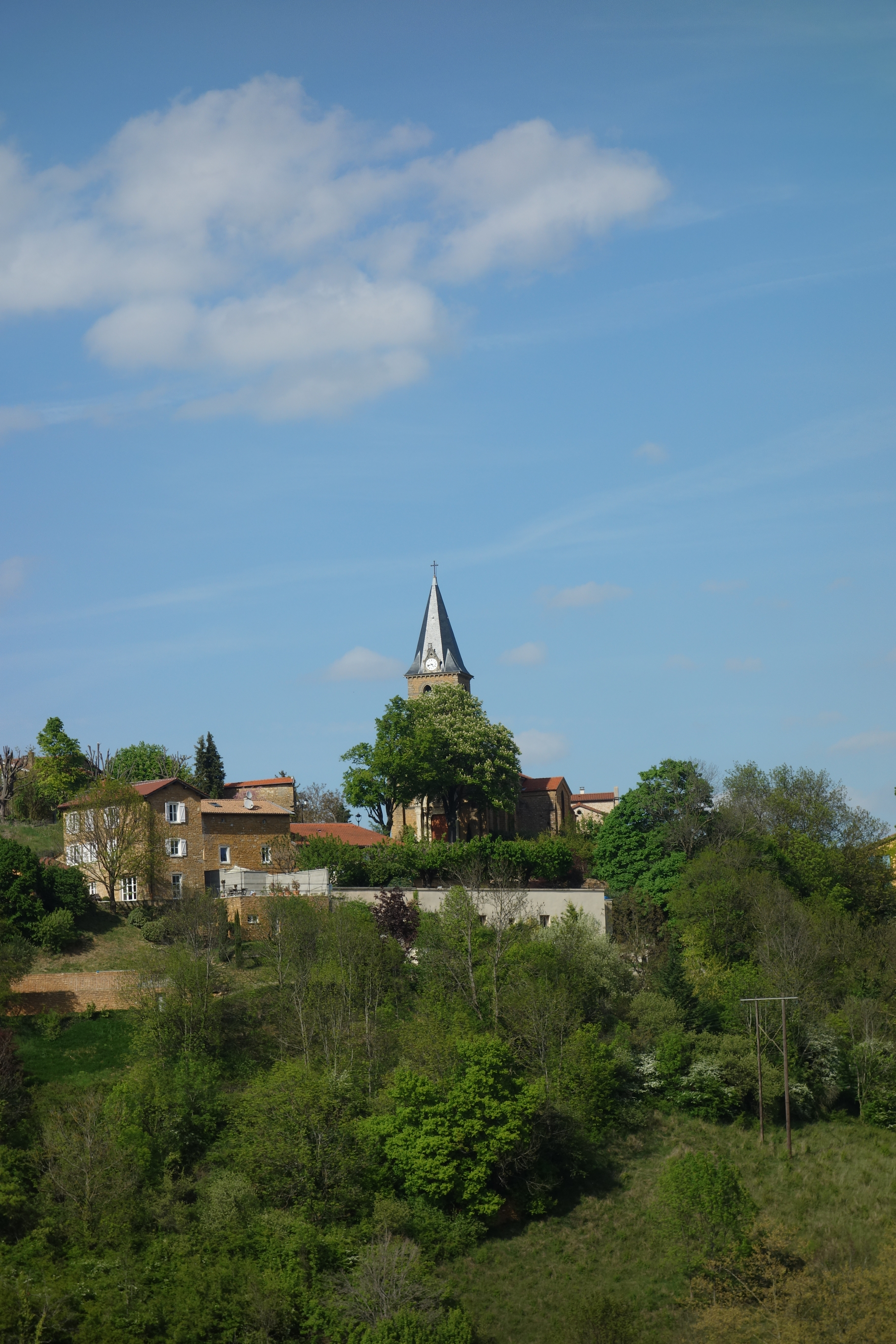
Vue de l'église.

### Démographie
L'évolution du nombre d'habitants est connue à travers les recensements de la population effectués dans la commune depuis 1793. Pour les communes de moins de 10 000 habitants, une enquête de recensement portant sur toute la population est réalisée tous les cinq ans, les populations de référence des années intermédiaires étant quant à elles estimées par interpolation ou extrapolation. Pour la commune, le premier recensement exhaustif entrant dans le cadre du nouveau dispositif a été réalisé en 2005.

En 2022, la commune comptait 1 394 habitants, en évolution de +7,48 % par rapport à 2016 (Rhône : +3,93 %, France hors Mayotte : +2,11 %).
| 1793 | 1800 | 1806 | 1821 | 1831 | 1836 | 1841 | 1846 | 1851 |
| ---- | ---- | ---- | ---- | ---- | ---- | ---- | ---- | ---- |
| 414  | 443  | 524  | 420  | 452  | 460  | 462  | 478  | 455  |

| 1856 | 1861 | 1866 | 1872 | 1876 | 1881 | 1886 | 1891 | 1896 |
| ---- | ---- | ---- | ---- | ---- | ---- | ---- | ---- | ---- |
| 429  | 438  | 431  | 443  | 555  | 455  | 445  | 425  | 397  |

| 1901 | 1906 | 1911 | 1921 | 1926 | 1931 | 1936 | 1946 | 1954 |
| ---- | ---- | ---- | ---- | ---- | ---- | ---- | ---- | ---- |
| 403  | 389  | 389  | 301  | 287  | 267  | 273  | 222  | 256  |

| 1962 | 1968 | 1975 | 1982 | 1990 | 1999 | 2005  | 2006  | 2010  |
| ---- | ---- | ---- | ---- | ---- | ---- | ----- | ----- | ----- |
| 246  | 366  | 576  | 709  | 845  | 859  | 1 159 | 1 169 | 1 263 |

| 2015  | 2020  | 2022  | - | - | - | - | - | - |
| ----- | ----- | ----- | - | - | - | - | - | - |
| 1 312 | 1 400 | 1 394 | - | - | - | - | - | - |

En l'an 1780, une enquête de l'intendant recense 80 foyers, dont 5 maisons bourgeoises, au total 431 habitants dont 20 sont considérés comme pauvre " dit à l'aumône".
Fin 2023, la population totale était de 1447 Habitants dont 341 militaires vivant sur la base aérienne, soit une population municipale de 1106 habitants. L'augmentation a été de +1,10% par an depuis 2020, soit 420 familles résidentes.

### Enseignement
Poleymieux-au-Mont-d'Or est située dans l'académie de Lyon. Le village dispose de l'école André-Marie-Ampère qui accueille les enfants de la maternelle au CM2. Le musée Ampère, géré par la Société des Amis d'André-Marie Ampère, accueille des classes de tous les niveaux pour des ateliers pédagogiques.
Entre 2019 et 2023, l'augmentation de 25% de la population scolaire (132 contre 106) a entrainé la création d'une sixième classe.
En 2024, le projet éducatif de Territoire et la mise en place du Plan Mercredi à compter du 1er septembre 2024 est reconduit pour une durée de 3 ans. Le nombre de classes est maintenu à 6, signe de bonne santé démographique avec le renouvellement des départs des plus grands vers les structures d'enseignement secondaire régionales.
En 2025, un conseil municipal des enfants sera créé. L'élection est prévue le 21 février 2025. 6 élèves seront élus individuellement.

### Cadre de vie
En 2022, elle est classée « première ville de la métropole lyonnaise où il fait bon vivre » par Le Figaro, parmi 59 communes, portée par la qualité de son environnement naturel (n°1) et le niveau d'emploi, la qualité de l'économie et de l'éducation (n°1).

### Environnement
Début avril 2023, la commune a organisé l'achat groupé de cuves de récupération d'eau de pluie. Plus d'un foyer sur 10 récupère l'eau de pluie 
En 2024 plus de 50 lampadaires sont passés à l'éclairage LED , RD 73 Rivière – Ampère – Gambins, montée des Chavannes et chemin des Côtes Rénovation des mâts, montée des Chavannes.

### Agriculture
Au XIX siècle, avec 105 ha sur les 600 de la commune, la vigne domine l'activité agricole. Du bois et du foin, mais aussi des céréales  jouxtent les ovins. Selon M Vingtrinier( imprimeur, historien et bibliothécaire)  ," le vin est l'un des meilleurs du Mont d'or" 
La commune de Poleymieux est située sur l'aire d'appellation du vignoble coteaux-du-lyonnais.

## Économie

### Revenus de la population et fiscalité
En 2010, le revenu fiscal médian par ménage était de 54 816 €, ce qui plaçait Poleymieux-au-Mont-d'Or au 109e rang parmi les 31 525 communes de plus de 39 ménages en métropole.
Fin 2023, le revenu fiscal moyen s'élévait à 59 000€
Budget et Taxes 2024 Les taux d’imposition locaux restent inchangés depuis 2016 et aucune augmentation n'est prévue en 2025. Au cours de l'exercice 2024, les recettes budgétaires et dépenses de fonctionnement se sont respectivement élevées à 1,38 M€ pour 1,08M€ (fonctionnement). Les dépenses d'investissement ont atteint 0,25 M€ pour 0,18 M€.

## Culture locale et patrimoine

### Musée Ampère
La commune accueille le musée Ampère, seul musée de sciences de la métropole de Lyon. Il s'agit d'un musée de l'électricité installé dans la maison où André-Marie Ampère (1775-1836), savant découvreur de l'électrodynamique, passa sa jeunesse. Le musée existe depuis 1931. Il présente l'histoire des découvertes de l'électricité depuis l'Antiquité jusqu'à nos jours. Y sont exposés des objets du patrimoine scientifique et technique de Lyon et de sa région ainsi qu'un nombre important d'expériences interactives. Parmi les objets remarquables exposés, on note la seule expérience réalisée par Albert Einstein.
2025 : 250 ans de la naissance de André Marie Ampère, de nombreuses manifestations sont prévues

### Manifestations culturelles et festivités
Différents festivals ont lieu ou ont eu lieu dans la commune, comme le Festival Démon d'Or, festival musical qui s'est déroulé pendant 15 éditions jusqu'en 2019 ou le festival Mont d'Or Beer Fest autour de la production artisanale de la bière.

### Lieux et monuments
- Château de Poleymieux, restauré en 1905.
- Le circuit des cabornes permet de découvrir ces petites constructions en pierre sèche datant pour la plupart du XIXe siècle.
- Statue à la mémoire d'André-Marie Ampère par André César Vermare inauguré en 1921.
- Le sentier géologique des Monts d'Or, de Poleymieux à Chasselay, présente la géologie du massif.
- Vestiges d'un moulin à vent déjà en ruine vers 1760, partiellement restauré en 2013.
- Le lavoir des Gambins, à Poleymieux-au-Mont-d'Or, marque aujourd'hui le point de départ de l'aqueduc des Monts d'Or
- Ermitage de Saint Antoine composé d'une habitation et d'une chapelle, reconstruit par Antoine Gayet, puis habité par Benoît Rousset jusqu'à sa mort le 10 mai 1730 et enterré dans la chapelle.

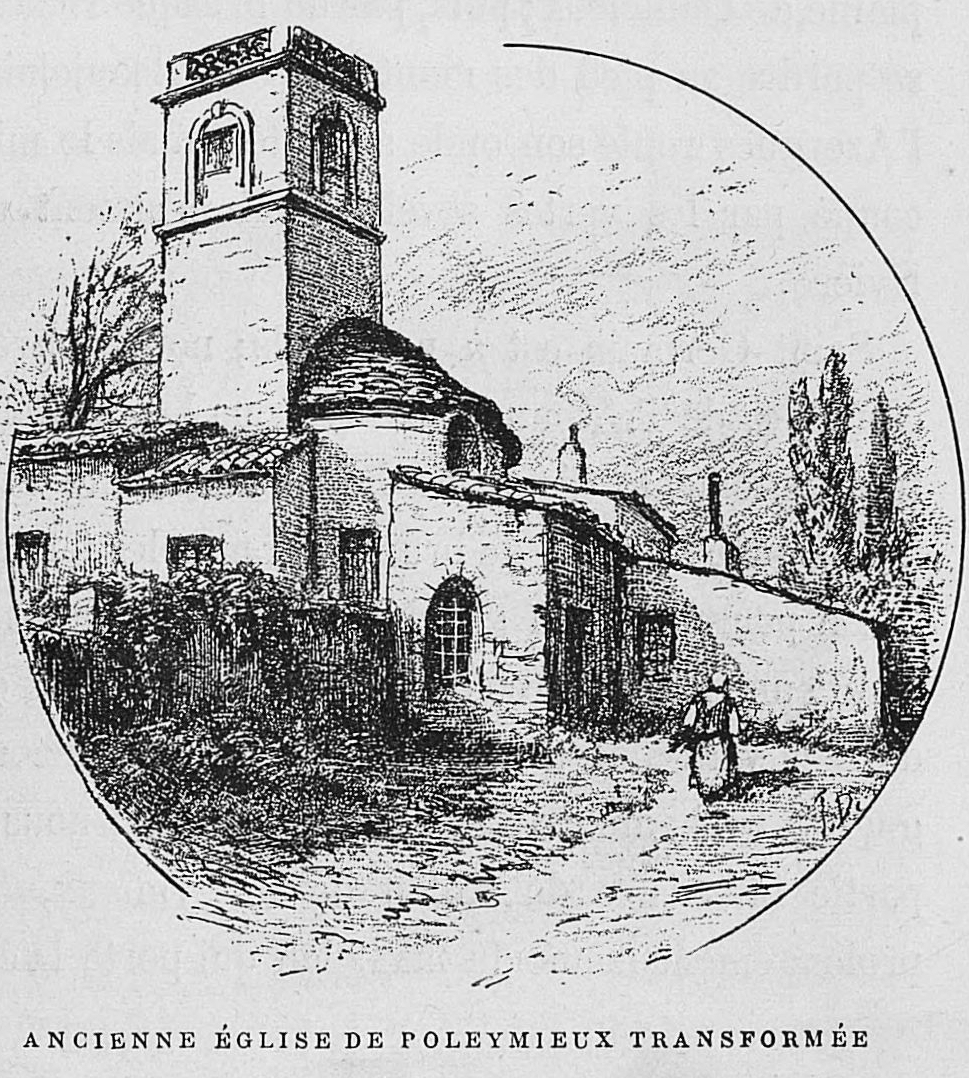
Ancienne église transformée illustrée par Joannès Drevet (1854–1940).
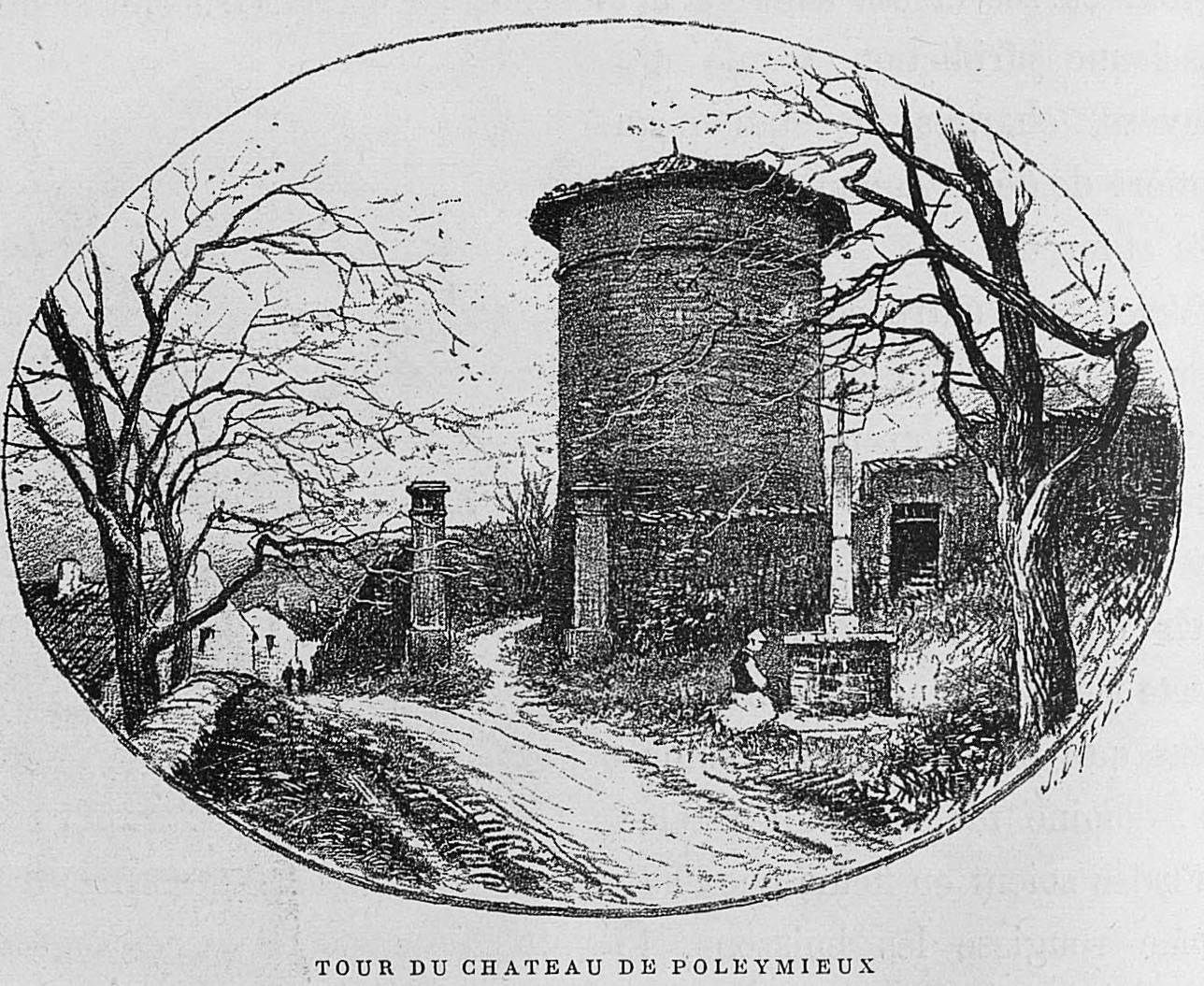
Tour du château illustrée par J. Drevet.
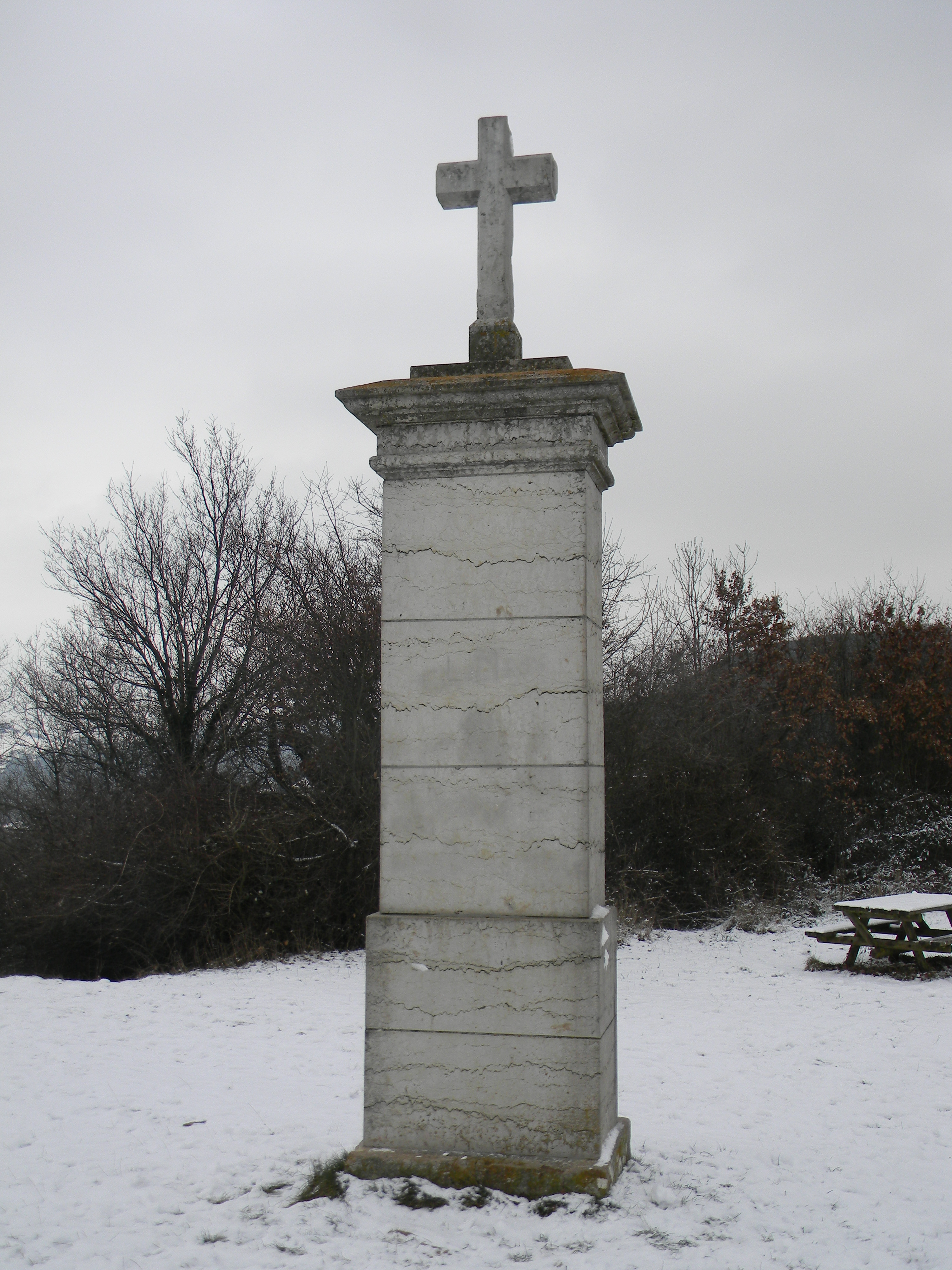
Croix-Rampau.
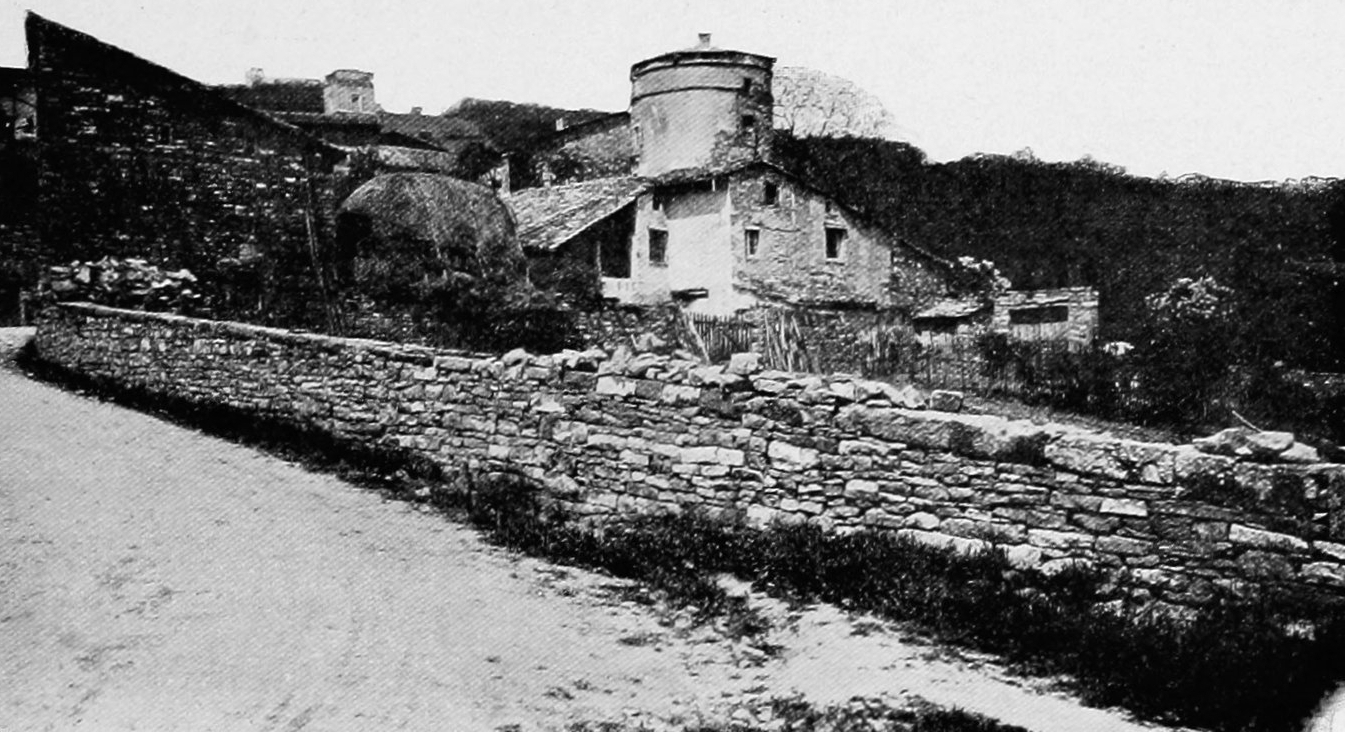
Restes du château entre 1901 et 1902.
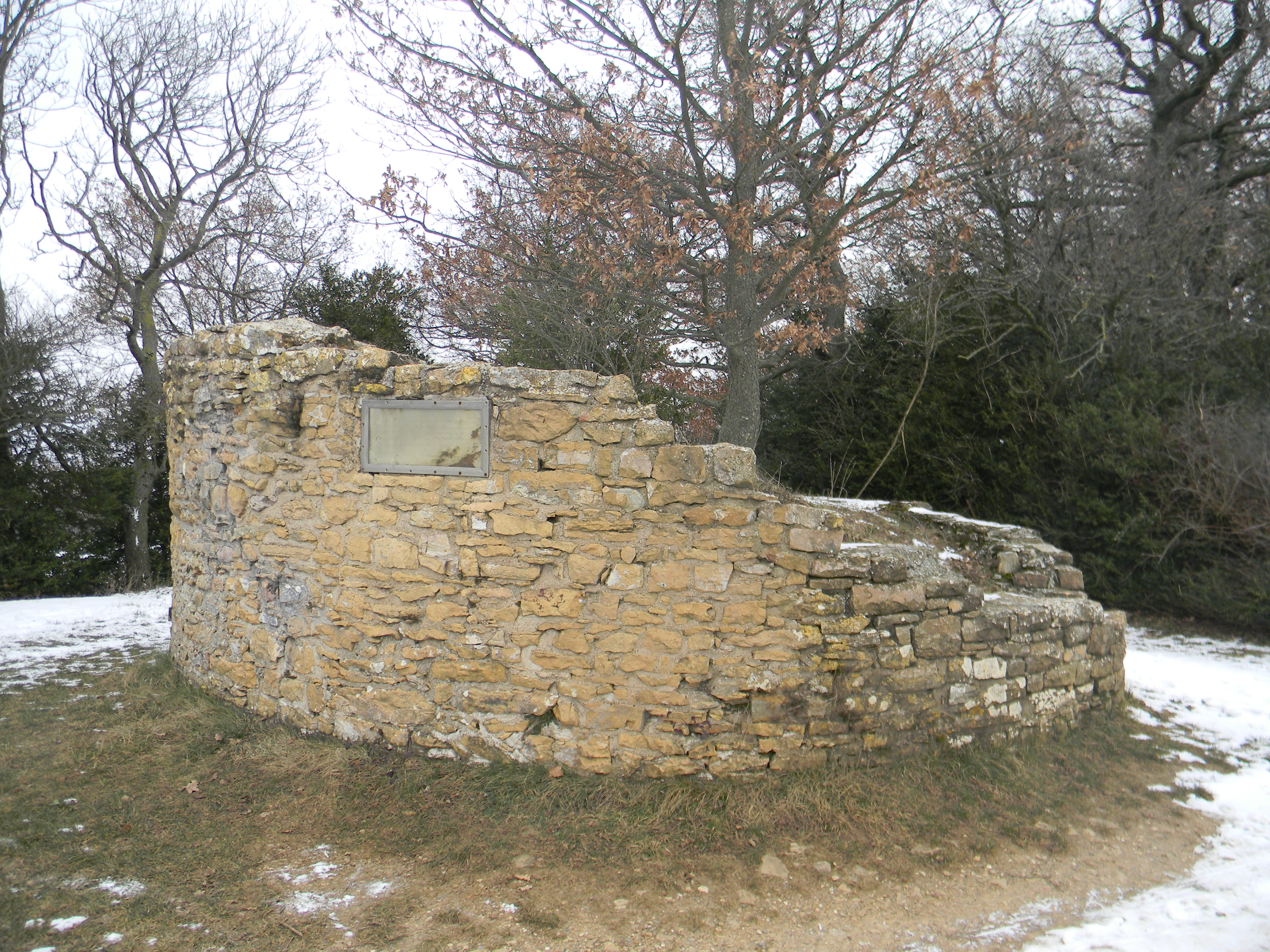
Moulin à vent.

## Personnalités liées à la commune
- André-Marie Ampère, savant à l'origine de l'électrodynamique y passa son enfance. Sa maison existe toujours et abrite le musée Ampère.